# Kala Rau
Kala Rau is een duivel in de Balinese mythologie, het is slechts een vorm van een hoofd zonder lichaam. 
Toen Kala Rau wilde drinken van water uit Tirta Amertha (het water van het eeuwige leven), waarschuwde Dewi Ratih de god Vishnoe. Hij onthoofdde de demon. Maar de nek werd net aangeraakt door Tirta Amertha, zodat het eeuwige leven kreeg. Het hoofd probeert wraak te nemen op Dewi Ratih. Soms wordt de godin gevangen en volgens de mythe is er dan een maansverduistering.